# Велика гра (фільм, 1954)
«Велика гра» («Le Grand Jeu») — французько-італійська кінодрама 1954 року, знята режисером Робертом Сьодмаком, з Джиною Лоллобриджидою і Жан-Клодом Паскалем у головних ролях.

## Сюжет
П'єр Мартель (Паскаль) — перспективний паризький адвокат, закохується в Сільвію (Лоллобриджида), красиву жінку з сумнівною репутацією. Одружившись, молоді люди живуть відверто не за коштами. Щоб покрити витрати, П'єр бере участь у незаконних оборудках, про які стає відомо в гільдії адвокатів. Його виганяють із професії. Він намагається сховатися від ганьби в Алжирі й кличе із собою Сільвію, але та відкидає розореного чоловіка. П'єр вступає в Іноземний легіон і бере участь у бойових діях. Пізніше, під час звільнень він стає постійним клієнтом бару готелю «Останній притулок», господиня якого мадам Бланш (Арлетті) нерідко ворожить гостям на картах. Карти віщують П'єру швидку біду. Незабаром молодий чоловік зустрічає і закохується в повію Гелену Річчі, абсолютно схожу на Сільвію. Він вмовляє її порвати з минулим і виїхати до Франції, але одразу після приїзду вони зустрічають Сільвію, яка легко розриває їхні стосунки. П'єр Мартель повертається на службу в легіон у надії на швидке виконання пророцтва мадам Бланш.

## У ролях
- Джина Лоллобриджида — Сільвія Соррего / Гелена Річчі
- Жан-Клод Паскаль — П'єр Мартель
- Арлетті — Бланш
- Раймон Пеллегрен — Маріо
- Петер ван Ейк — Фред
- Одетт Баренсе — Гертруда
- Жан Темерсон — Ксав'є Нобле
- Жан Ебе — комісар поліції
- Поль Аміо — капітан
- Шарль Байяр — роль другого плану
- Жерар Бюр — легіонер
- Жо Дест — Карл, господар бістро
- Лейла Фаріда — Айша
- Габріель Фонтан — черниця
- Ліля Кедрова — Роуз
- Одетт Лор — подруга Маріо
- Дарлінг Лежітімю — епізод
- Марго Ліон — епізод
- Алікс Майє — Мадо
- Умберто Мелнаті — епізод
- Бернар Мюссон — художник
- Марсель Рузе — швейцар готелю
- Роже Венсан — метрдотель
- Жорж Вітре — швейцар готелю

## Знімальна група
- Режисер — Роберт Сьодмак
- Сценарій — Жак Фейдер, Шарль Спаак
- Оператор — Мішель Кельбер
- Композитори — Моріс Тір'є, Жорж Ван Парі
- Продюсер — Мішель Сафра